# Ambassade de Guinée en Suisse
L'ambassade de Guinée en Suisse est la mission diplomatique officielle de la république de Guinée en Confédération suisse, située à Genève.
L'ambassadeur représente aussi la Guinée auprès de l’Union européenne.

## Liste des ambassadeurs
| N° | Nom et prénoms     | titre de fonction   | Début            | Fin            |
| -- | ------------------ | ------------------- | ---------------- | -------------- |
| 01 | Arafan Kaba        | ambassadeur         |                  | 4 février 2022 |
| 02 | Mouhammad Oury Bah | Chargé des affaires | 9 février 2022   | En cours       |
| 03 | Loucény Condé      | ambassadeur         | 25 novembre 2023 | En cours       |

## Voir également
- Liste des missions diplomatiques de la Guinée

## Liens
- https://www.embassypages.com/guinee-consulat-geneve-suisse